# Église Saint-Antoine de Lyon
Pour les articles homonymes, voir Église Saint-Antoine.
L'église Saint-Antoine est une église située dans le 7e arrondissement de Lyon, avenue Jean-Jaurès.

## Historique
L'église est construite selon les plans de Gabriel Bonnamour en 1934.

## Description
Bonnamour donne à cette église un style moderne en utilisant le béton armé. Le Christ de la façade a été sculpté par Louis Bertola. L'autel qui date du XVIIe siècle vient de la chapelle du Collège-lycée Ampère, déplacé avec les statues lorsqu'il a été transformé en gymnase.
Dans les années 2000, il a été remplacé par un autel moderne, réalisé par Jean-François Ferraton.
Depuis 2015, la paroisse se nomme paroisse St Jean-Paul II de Gerland et comprend deux clochers : Notre-Dame-des-Anges et Saint-Antoine.